# 愛媛県道14号今治港線

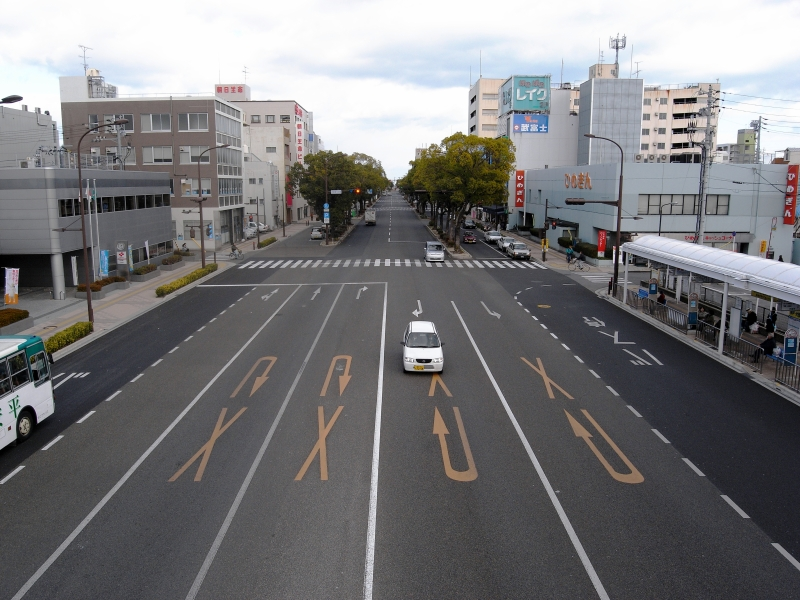
終点である今治市別宮町から今治港方面を望む。

愛媛県道14号今治港線（えひめけんどう14ごう いまばりこうせん）は、愛媛県今治市を通る県道（主要地方道）である。

## 概要
今治市片原から別宮まで、海の玄関・今治港から国道317号までを南北に結ぶ路線である。

### 路線データ
- 起点：今治市片原
- 終点：今治市別宮

## 歴史
- 1993年（平成5年）5月11日 - 建設省から、県道今治港線が今治港線として主要地方道に指定される[1]。

## 地理

### 通過する自治体
- 今治市

### 交差する道路
- 国道317号（終点）

### 沿線にある施設など
- 今治港